# 東村 (埼玉県)
東村（ひがしむら）は埼玉県の北東部、北埼玉郡に属していた村。茨城県と境を接する。

## 地理
- 河川：利根川

## 歴史
- 1889年（明治22年）4月1日 - 町村制施行により、旗井村、中渡村、新川通村、外記新田村が合併し北埼玉郡東村が成立する。
- 1947年（昭和22年）9月16日 - カスリーン台風により、村内の新川通地先において、利根川堤防が決壊、洪水が発生する。
- 1955年（昭和30年）1月1日 原道村、元和村、豊野村と合併し大利根村となる。